# Maudheimvidda
Die Maudheimvidda ist eine eisbedeckte Hochebene im äußersten Westen des ostantarktischen Königin-Maud-Lands, die von 20° westlicher Breite bis zum Jutulstraumen bei 0° 30’ westlicher Breite reicht.
Benannt wurde sie von Teilnehmern der Norwegisch-Britisch-Schwedischen Antarktisexpedition (1949–1952) in Anlehnung an das Basislager der Forschungsreise namens Maudheim (71° 3′ S, 10° 56′ W) auf dem Quar-Schelfeis.